# Мінразаг'ї
Мінразаг'ї (*бірм. မင်းရာဇာကြီး, 1557/1558 — 4 липня 1612) — 18-й володар М'яу-У (царство) у 1593—1612 роках. Такоож знаний як Мінраза II. У бенгальців відомий як Салім Шах.

## Життєпис

### Молоді роки
Онук володаря Мінбіна. Старший син Пхалаунга, намісника Сіттантіна, і принцеси Соміто. Його батьки були зведеними братами та сестрами Народився близько 1557/1558 року в Сіттантіні. У 1572 році Пхалаунг став спадкоємця правителя Секк'я та призначив Мінразаг'ї своїм спадкоємцемз титулом Тадодхаммараза. 1572 року на церемонії інтронизації батька був одружений з принцесою Нангтетпхва, донькою Секк'ї.
Вірно служив своєму батькові протягом 21-річного його панування й правління. У 1575 році очолив морські та суходольні війська в поході на князівство Трипуру, яке було переможено й зобов'язано платити данину. Втім наприкінці правління Пхалаунг почав більше покладатися на іншого сина Тадомінсо, який став головнокомандувачем і намісником земель в Бенгалії з резиденцією у Читтагонзі.

### Панування

#### Початок
1593 року після смерті без всякого спротиву зайняв трон. Прийняв тронне ім'я Раза й бенгальське — Салім Шах. Усі васали, зокрема Тадомінсо, прибули до двору та присягнули йому. Мінразаг'ї підтвердив усі посади й титули останніх. Втім мир між братами довго не тривав. У 1595 році Тадомінсо підняв повстання за підтримки Дганья Манікья, магараджи Тріпури. Але решта країни та більшість португальських найманців залишилися вірними Разагі. Мінразаг'ї рушив на Читтагонг з величезною армією. В свою чергу Тадомінсо не наважився на спротив й без бою здався. До лютого 1596 року правитель знову підкорив Трипуру. 1596 року здійснив прощу на о. Ланка, звідки ймовірно привіз реліквію — зуб Будди.

#### Війна з Таунгу
1597 році, скористався внутрішньою боротьбою в імперії Таунгу, втрутився в неї. Спочатку підтримав Мін'є Тхіхату II, віцекороля Таунгу. Мінразаг'ї наказав провести масову мобілізацію. Наприкінці 1598 року 30-тисячне військо. Мінразаг'ї сам очолював армію, а свого старшого сина і спадкоємця Хамаунга він призначив керувати флотом, який складався з 300 військових човнів. Під командуванням останнього перебували португальські найманці на чолі з Філіпе де Бріто. Армія перетнула хребет Ракхайн-Йома через перевали в напрямку Пеґу, тоді як флот обійшов мис Неграйс у напрямку до ключового порту Сиріам, який він захопив у березні 1599 року. У квітні араканські війська рушили до Пегу, біля якого з'єдналися з військом Мін'є Тхіхату II. Облога тривала до грудня, коли Нандабаїн здався. Переможці захопили місто та розділили величезні багатство династії Таунгу, накопичені за останні 60 років як столиці імперії Тунгу. Частка Мінразаг'ї також включала кілька мідних гармат, 30 кхмерських бронзових статуй і білого слона. Крім того влада в Пегу перейшла до араканців.
Через місяць Мінразаг'ї переселив 3000 родин міста Пеґу до М'яу-У (були поселені в Уріттаунг і вздовж річки Маю і в Тандуе), після чого сплюндрував і спалив усе місто, зокрема Великий палац володарів Таунгу. Під його владою залишилися колишні землі імперії Таунгу від західної частини гирла Ірраваді до власне М'яу-У.

#### Війна з Аюттхаєю
У квітні 1600 року Наресуан, володар Аюттхаї, зайняв рештки Пегу, після чого рушив проти Таунгу. Мінразаг'ї відправив військо й флот на допомогу Мін'є Тхіхату II. В результаті вже 6 травня аттхайський правитель відступив від Таунгу, а до кінця місяця звільнив міста в гирлі Іраваді, перевівши армію до Мартабану. Внаслідок цього Наресуан відмовився відподальшої загарбницької політики на захід.

#### Заколот португальців
У березні 1603 року Філіпе де Бріто, намісник Сиріаму, за підтримки Айреша де Салданьї, віцекороля Індії, підняв заколот з метою передачі важливого порту королівству Португалія. Невдовзі португальці завдали поразки флоту М'яу-У, захопивши в полон спадкоємця трону Хамаунга. Тоді Мінразаг'ї з флотом і військом особисто взяв в облогу Сиріам, але без успіху. 1604 року вимушений був укласти мирний договір, за яким погодився на визнання Сиріам португальською колонією, а за Хамаунга сплатив викуп в 50 тис. дукатів. В результаті Португалія отримала східну частина дельти Іраваді та землі на схід від неї до володінь Аюттхая (разом зруйнованим Пегу). Філіпе е Бріто було визнано правителем Натшіннаунг, володар Таунгу. Віцекороль надав йому чин генерал-капітана.

#### Останні роки
Невдовзі Мінразаг'ї наказав знищити 600 португальців в Читтатонзі. У 1606—1607 роках здійснив нову прощу до Ланки. В цей період більше приділяв уваги будівництво, зведенню буддійських пагод, зокрема величному Андотхейн (освячено у 1609 році).
У 1608 році запропонував Голландській Ост-Індській компанії торгувати та будувати укріплення в обмін на їхню допомогу у вигнанні португальців, але голландці не прийняли цю пропозицію. 1609 року португалець Себастьян Гонзалес Тібао з 400 вояками захопив острів Сандвіп, в гирлі річки Ганг. Внаслідок цього погіршилася торгівля з Читтатонга, оскільки португальці стали здійснювати піратські напади на торгівельні кораблі. Але зрештою вимушен був укластимир з Тібао, оскільки виниклазагроза з боку бенгальського субадара Іслам-хана I. Також у грудні уклав мирний договір з Анаукпетлуном, володарем Таунгу.
1610 року Себастьян Гонзалес Тібао підступно захопив флот Мінразаг'ї, після чого атакував узбережжя держави, захопивши чималу здобич. Тогож року дозволив створити на узбережжя факторію Голландської Ост-Індської компанії. 1612 року Мінразаг'ї помер, йому спадкував Хамаунг.